# Smrt u Sarajevu
Smrt u Sarajevu é um filme de drama bósnio de 2016 dirigido e escrito por Danis Tanović, o qual estreou no Festival Internacional de Berlim. Foi selecionado como representante de seu país ao Oscar de melhor filme estrangeiro em 2017.

## Elenco
- Snežana Marković - Lamija
- Izudin Bajrović - Omer
- Vedrana Seksan - Vedrana
- Muhamed Hadžović - Gavrilo
- Faketa Salihbegović - Hatidza
- Edin Avdagić Koja - Edo
- Jacques Weber - Jacques
- Aleksandar Seksan - Enco